# Strindbergssällskapet
Strindbergssällskapet är en förening för att befrämja forskningen kring och intresset för August Strindbergs författarskap och person. Det instiftades 1945 på av initiativ professorn i litteraturhistoria vid Stockholms högskola, Martin Lamm, och ordförande i Sveriges författareförening, tidigare chefredaktören för Social-Demokraten, Fredrik Ström.
Den ursprungliga styrelsen bestod av docent Gunnar Ollén (ordförande), Torsten Eklund (sekreterare), Henry Olsson (vice ordförande), Eric Ahlström (skattmästare), Fredrik Ström, Martin Lamm, Walter Arthur Berendsohn, Oscar Wieselgren, Arvid Bæckström, Yngve Hedvall, Tor Bonnier, J. Viktor Johansson, John Landquist, Olof Molander och Anders Österling.
De uppgifter Sällskapet inledningsvis prioriterade var, att inventera och ge ut Strindbergs brev, att abonnera på klipp om August Strindberg, att inventera Strindbergs manuskript (för en ny textkritisk utgåva), att ge ut ett medlemsblad och slutligen, att förbereda hundraårsminnet av Strindbergs födelse år 1949.

## Strindbergs brev
Den första volymen av Strindbergs brev publicerades med stöd av Stockholms stadsfullmäktige på Albert Bonniers Förlag 1948 under Torsten Eklunds redaktörskap. Han gav ut ytterligare fjorton volymer fram till 1976. 1989 övertog Björn Meidal utgivningen i och med band sexton, och avslutade utgivningen 2001 med två supplementband, sammanlagt 22 band. (Ett antal ytterligare brev, "Efterslåtter", publicerades i Strindbergiana 31, 2016.)

## Pressklipp
En prenumeration på pressklipp om Strindberg inleddes när sällskapet grundades och avslutades först 2023. Sällskapet har därmed en unik klippsamlingen om August Strindberg som finns till förfogande för forskningen.

## Medlemsblad
Från och med hösten 1945 trycktes ett medlemsblad, Meddelanden från Strindbergssällskapet, med Torsten Eklund som redaktör och med hjälp av Gunnar Ollén. Det utkom fram till 1984. 1985 ersattes det med årsboken Strindbergiana med avsikten att skapa ett mer akademiskt forum för Strindbergsforskare, medan medlemsbladet ersattes av Nya meddelanden från Strindbergssällskapet Ett register över delarna 1-20 publicerades i den tjugonde samlingen (1995), och finns även tillgängligt på Strindbergssällskapets hemsida. Det kompletterades i den trettionde samlingen (2015) som innehåller en fullständig förteckning av artiklar och medverkande fram till det året. 

## August Strindbergs Samlade Verk
Ambitionen var också att initiera en moderniserad, textkritisk utgåva av Strindbergs arbeten, som skulle ersätta August Strindbergs samlade skrifter redigerad av John Landquist i femtiofem band 1912–21. Först 1979 kunde planerna realiseras med Lars Dahlbäck som huvudredaktör för den s.k. ”nationalutgåvan” av August Strindbergs Samlade Verk. 1986 övertogs huvudmannaskapet för utgivningen av Stockholms universitet, medan Sällskapet i fortsättningen kom att representeras i den ledningsgrupp som ansvarar för utgivningen och utser redaktionskommittén. Våren 2009 övergick huvudredaktörskapet till Sällskapets styrelseledamot och dåvarande vice ordförande Per Stam. 2012 – lagom till minnesåret av Strindbergs död 1912 – utkom de två sista textvolymerna, Ockulta dagboken och Hemsöborna och verket avslutades med utgivningen av registerdelen 2013. Därmed har 72 textvolymer publicerats i bokform och finns tillsammans med textkritiska kommentarer i elektronisk form publicerade på litteraturbanken.

## Strindbergsmuseet, Blå tornet
Från 1954 kunde Sällskapet överta en del av det som varit Strindbergs sista bostad i ”Blå tornet” (Drottninggatan 85, Stockholm) och så småningom flytta dit de Strindbergsinventarier som förvarades på Nordiska museet. Därmed kunde Strindbergsmuseet invigas den 14 maj 1960. 1972 kunde man utöka med ytterligare rum som hade tillhört Strindberg, och senare samma år bildades en stiftelse för att överta skötseln av museets ekonomi och drift.

## Strindbergs Intima teater
I och med att Strindbergsmuseet utvidgats och stiftelsen grundats väcktes planerna på att återskapa Strindbergs Intima teater i teaterns ursprungliga lokaler. 2003 invigdes den slutligen av kulturministern, med Ture Rangström som teaterchef. 2017 efterträddes han av Anna Pettersson.

## The International Strindberg Conference
1973 tog Strindbergssällskapet initiativet till ett internationellt forskarsymposium om August Strindberg i Stockholm: ”Strindberg and Modern Theatre”. ”The International Strindberg Conference” har sedan dess hållits bland annat i Moskva, Minneapolis, Seattle, Amsterdam, Warszawa, Rom. Våren 2023 hölls den tjugoandra på  KVHAA, Stockholm (”Strindberg och minnet / Strindberg and Memory”).

## Strindbergspriset
Från och med 1988 delar man ut Strindbergspriset till en grupp eller person som enligt styrelsen ”särskilt förtjänstfullt har verkat för Sällskapets i dess stadgar uttryckta ändamål, att främja kännedomen om August Strindberg och hans verk.” Bland mottagarna märks Ingmar Bergman, Olof Lagercrantz, Bengt Lagerkvist, Keve Hjelm, Björn Meidal och Kungliga Dramatiska Teatern.